# Northampton, Massachusetts

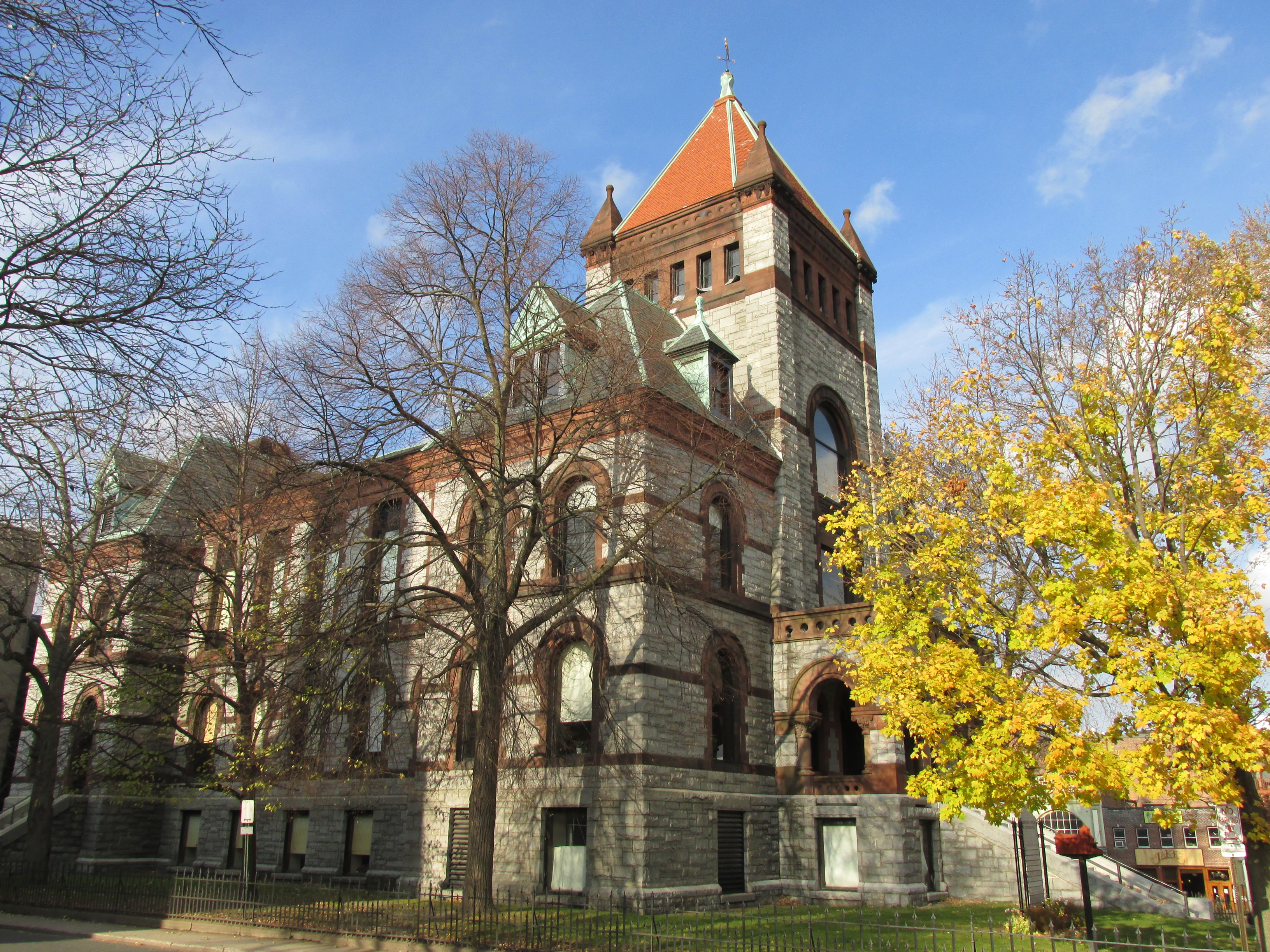

Northampton, Massachusetts là một thành phố thủ phủ quận Hampshire trong tiểu bang thịnh vượng chung Massachusetts, Hoa Kỳ. Thành phố có tổng diện tích km², trong đó diện tích đất là km². Theo điều tra dân số Hoa Kỳ năm 2010, dân số của khu phố trung tâm của Northampton, (không bao gồm, bên ngoài làng kết hợp, Florence, tiểu bang Massachusetts và Leeds, Massachusetts,) là 28.549 người. Northampton là một phần của Thung lũng Pioneer, và cũng là một trong những thành phố ở cực Bắc của Hành lang Kiến thức - qua quan hệ đối tác văn hóa và kinh tế nhà nước với các thung lũng sông Connecticut, thị trấn, thành phố trực.
Northampton có Smith College và Trường cho Người Điếc Clarke. Sinh viên của Smith (cùng với những năm cao đẳng liên quan) đóng góp cho Northampton bầu không khí của "thành phố đại học".
Ngày nay, Northampton được biết đến như một trung tâm nghệ thuật, âm nhạc, và văn hóa. Nó có nổi bật với một cộng đồng LGBT lớn và có ảnh hưởng chính trị và một số tổ chức y tế và các tổ chức hữu trí tuệ. 
Northampton được coi là một phần của vùng đô thị Springfield, một trong hai vùng đô thị của tiểu bang Massachusetts. Nó nằm khoảng 15 dặm về phía bắc của thành phố Springfield, Massachusetts.